# UFC 216
UFC 216: Ferguson vs. Lee（ユーエフシー・シックスティーン：ファーガソン・バーサス・リー）は、アメリカ合衆国の総合格闘技団体「UFC」の大会の一つ。2017年10月7日、ネバダ州ラスベガスのT-モバイル・アリーナで開催された。

## 大会概要
本大会ではトニー・ファーガソンとケビン・リーによるUFC世界ライト級暫定王座決定戦が行われ、ファーガソンが三角絞めで一本勝ちを収め暫定王座獲得に成功した。セミでは王者デメトリアス・ジョンソンと挑戦者 レイ・ボーグによるUFC世界フライ級タイトルマッチが行われた。

## 試合結果

### アーリープレリム
第1試合 ミドル級 5分3R
○  ブラッド・タヴァレス vs.  ターレス・レイチ ×
3R終了 判定3-0（30-27、30-26、30-26）
第2試合 フライ級 5分3R
○  ジョン・モラガ vs.  マゴメド・ビブラトフ ×
1R 1:38 KO（左フック）

### プレリミナリーカード
第3試合 フライ級 5分3R
○  マット・シュネル vs.  マルコ・ベルトラン ×
3R終了 判定3-0（30-27、29-28、30-27）
第4試合 女子ストロー級 5分3R
○  ポリアナ・ボテーリョ vs.  パール・ゴンザレス ×
3R終了 判定3-0（30-27、30-27、30-27）
第5試合 ライト級 5分3R
△  ランド・バンナータ vs.  ボビー・グリーン △
3R終了 判定1-1（29-27、27-29、28-28）
第6試合 バンタム級 5分3R
○  コーディー・スタマン vs.  トム・デュケノア ×
3R終了 判定2-1（29-28、28-29、30-27）

### メインカード
第7試合 ライト級 5分3R
△  ベニール・ダリウシュ vs.  エヴァン・ダナム △
3R終了 判定1-0（29-28、28-28、28-28）
第8試合 女子フライ級 5分3R
○  マラ・ロメロ・ボレラ vs.  カリンドラ・ファリア ×
1R 2:54 リアネイキッドチョーク
第9試合 ヘビー級 5分3R
○  ファブリシオ・ヴェウドゥム vs.  ウォルト・ハリス ×
1R 1:05 腕ひしぎ十字固め
第10試合 UFC世界フライ級タイトルマッチ 5分5R
○  デメトリアス・ジョンソン vs.  レイ・ボーグ ×
5R 3:15 腕ひしぎ十字固め
※ジョンソンが11度目の防衛に成功。
第11試合 UFC世界ライト級暫定王座決定戦 5分5R
○  トニー・ファーガソン vs.  ケビン・リー ×
3R 4:02 三角絞め
※ファーガソンが王座獲得に成功。

### 各賞
ファイト・オブ・ザ・ナイト： ランド・バンナータ vs. ボビー・グリーン
パフォーマンス・オブ・ザ・ナイト： デメトリアス・ジョンソン、ジョン・モラガ
各選手にはボーナスとして5万ドルが授与された。

### カード変更
負傷などによるカードの変更は以下の通り。